# Malte Schwarz
Malte Schwarz (Kiel, 30 marzo 1989) è un ex cestista tedesco.